# Apple ProRes
Apple ProRes és un format de vídeo amb pèrdua d'alta qualitat desenvolupat per Apple Inc. i destinat a l'ús per a postproducció amb suport per a resolucions fins a 8K. És el successor del còdec Apple Intermediate i va ser introduït el 2007 amb el programa d'edició Final Cut Studio 2. La família de còdecs ProRes fa servir algoritmes de compressió basats en la tècnica de la transformada de cosinus discreta (DCT), com els estàndards H.26x i MPEG. ProRes És sovint utilitzat com a format final per a arxius d'alta definició destinats a ser emesos a anuncis, pel·lícules, Blu-Ray i streaming.

## Característiques generals
ProRes és una línia de còdecs intermedis, és a dir, destinats a l'ús per a edició de vídeo, i no per a la visualització per part dels usuaris. Això s'aconsegueix utilitzant solament compressió intra-frame, mitjançant la qual cada fotograma s'emmagatzema individualment i pot ser descodificat sense dependre dels altres fotogrames. L'avantage del còdec intermedi és que ofereix un rendiment d'accés aleatori excel·lent per a aplicacions de postproducció, i manté una qualitat més alta que els còdecs per a l'usuari final sense requerir els cososos sistemes d'emmagatzemament que exigeix el vídeo sense compressió. És comparable als còdecs de vídeo Avid DNxHD i CineForm, que ofereixen taxes de bits semblants i també estan dissenyats com a còdecs intermedis. ProRes és un còdec exclusivament intra-frame basat en la escala DCT, pel que la seva decodificació resulta més senzilla que als formats orientats a la distribució com l'H.264. El 2018, Apple va introduir un nou format "ProRes RAW" (un filtre Bayer comprimit) a Final Cut Pro X, després que Blackmagic Design integrés el sistema Bayer comprimit com a "CinemaDNG 3:1" i "CinemaDNG 4:1" a les seves càmeres i el editor DaVinci Resolve.

## Formats de ProRes
ProRes conté suport per a diferents taxes de bits i resolucions. Totes les variants de ProRes 422 fan servir un submostreig cromàtic de 4:2:2 a una profunditat de color de 10 bits. ProRes 4444 i 4444 XQ mostregen el color en la paleta de 4:4:4 amb una profunditat de color de 10 o 12 bits, i opcionalment poden incloure un canal alfa
 
| Resolució   | fotogrames per segon | ProRes 422 Proxy | ProRes 422 LT | ProRes 422 | ProRes 422 HQ | ProRes 4444 (sense Alfa) | ProRes 4444 XQ (sense Alfa) |
| ----------- | -------------------- | ---------------- | ------------- | ---------- | ------------- | ------------------------ | --------------------------- |
| (punts)     | (Hz)                 | (Mbit/s)         | (Mbit/s)      | (Mbit/s)   | (Mbit/s)      | (Mbit/s)                 | (Mbit/s)                    |
| 720 × 576   | 50i, 25p             | 12               | 28            | 41         | 61            | 92                       | 138                         |
| 1280 × 720  | 25p                  | 19               | 42            | 61         | 92            | 138                      | 206                         |
| 1440 × 1080 | 50i, 25p             | 32               | 73            | 105        | 157           | 236                      | 354                         |
| 1920 × 1080 | 50i, 25p             | 38               | 85            | 122        | 184           | 275                      | 415                         |
| 1920 × 1080 | 50p                  | 76               | 170           | 245        | 367           | 551                      | 826                         |
| 2048 × 1536 | 25p                  | 58               | 131           | 189        | 283           | 425                      | 637                         |
| 2048 × 1536 | 50p                  | 117              | 262           | 377        | 567           | 850                      | 1275                        |
| 3840 × 2160 | 25p                  | 151              | 342           | 492        | 737           | 1106                     | 1659                        |
| 3840 × 2160 | 50p                  | 303              | 684           | 983        | 1475          | 2212                     | 3318                        |
| 4096 × 2160 | 25p                  | 162              | 365           | 524        | 786           | 1180                     | 1769                        |
| 4096 × 2160 | 50p                  | 323              | 730           | 1049       | 1573          | 2359                     | 3539                        |
| 5120 × 2880 | 25p                  | 202              | 456           | 655        | 983           | 1475                     | 2212                        |
| 5120 × 2880 | 50p                  | 405              | 912           | 1311       | 1966          | 2949                     | 4424                        |

## ProRes 422

### Funcions bàsiques
- Resolucions 8K, 5K, 4K, UHD, 2K, HD (fins a 1920×1080), i SD.
- Submostreig cromàtic de 4:2:2.
- Profunditat de color de 10 bits
- Codificació intra-frame
- Codificació amb taxa de bits variable (VBR)
- Taxa de 147 Mbit/s en qualitat normal i de 220 Mbit/s en alta qualitat, ProRes (LT) a 100Mbit/s i ProRes Proxy a 45Mbit/s per a resolucions HD a 60i.
- Taxa de 42 Mbit/s en qualitat normal i de 63 Mbit/s en alta qualitat per a resolucions SD a 29,97 fotogrames per segon.
- Codificació i descodificació ràpida (les dues a mida completa i mitjana).

## ProRes 4444 i ProRes 4444 XQ
ProRes 4444 i ProRes 4444 XQ són formats de compressió de vídeo amb pèrdua desenvolupats per Apple Inc. per a l'ús a postproducció amb suport per a un canal alfa.
ProRes 4444 va ser introduït amb Final Cut Studio (2009) com a part de la línea de còdecs intermedis de l'empresa dedicats per editar material però no per a la distribució final. Comparteix moltes característiques amb altres còdecs de la famíla Apple ProRes 422, però proporciona una millor qualitat que el 422 HQ en quant a precisió de color. Té una taxa de bits d'aproximadament 330 Mbit/s per a fonts de color 4:4:4 amb una resolució de 1920x1080 a 29,97 fotogrames per segon.
ProRes 4444 XQ va ser introduït amb la versió 10.1.2 de Final Cut Pro X el juny de 2014. Té un objectiu de taxa de bits d'aproximadament 500 Mbit/s per fonts de color 4:4:4 amb resolució de 1920x1080 a 29,97 fotogrames per segon, i requereix un sistema operatiu OS X v10.8 (Mountain Lion) o posterior.

### Funcions bàsiques
- Resolucions 8K, 5K, 4K, UHD, 2K, HD (fins a 1920×1080), i SD[8]
- Submostreig cromàtic de 4:2:2
- Profunditat de color de fins a 12 bits
- Codificació amb taxa de bits variable (VBR)
- Suport per a un canal alfa amb una profunditat de fins a 16 bits

## ProRes RAW
L'abril de 2018 Apple va introduir ProRes RAW. Aquest està desenvolupat amb la mateixa tecnologia que altres còdecs ProRes, però s'aplica directament a les dades en cru que arriben del sensor, de manera que el procés de debayerització es retarda a l'etapa de postproducció. Per tant, ProRes RAW prioritza la qualitat i una millor reproducció de color per sobre de l'eficiència.

## Reproducció
El 28 d'agost de 2008, Apple va introduir el Descodificador ProRes QuickTime gratuïtament per a Mac i Windows, que permet reproduir arxius ProRes a través de QuickTime.

## Projectes de codi obert
El 15 de setembre de 2011, FFmpeg va introduir un descodificador d'accés lliure per a ProRes 422 per a la llibreria de còdecs libavcodec.
FFmbc, un derivat de FFmpeg especialitzat per a l'ús professional i les retransmissions, és compatible amb arxius ProRes 422 i 4444.
L'1 d'octubre de 2011, JCodec va introduir un descodificador de codi obert (amb llicència FreeBSD) purament basat en Java per a ProRes 422, traduït de la versió per a FFmpeg.

## Codificació
Al instal·lar Final Cut Pro s'instal·len els còdecs ProRes per codificar arxius a macOS. Si no es té instal·lat Final Cut Pro, també es pot fer servir QuickTime Player per capturar vídeo en ProRes 422 fent servir qualsevol càmera compatible connectada, utilitzant la configuració de qualitat "Màxima" al realitzar una nova gravació de vídeo.
Apple va distribuir ProRes juntament amb altres còdecs professionals com una descàrrega per a usuaris amb "còpies qualificades de Final Cut Pro, Motion o Compressor" instal·lades, per a sistemes OS X amb Quicktime 7.6 i posterior.
Al l'exhibició de l'Associació Nacional de Radiodifusors (NAB) dels Estats Units d'abril del 2010, Digital Video Systems va publicar la primera plataforma de Windows 7 amb la capacitat de codificar totes les varietats d'Apple ProRes a velocitats molt superiors al temps real amb el seu programa Clipster.
El 31 de març de 2011, Telestream va incorporar suport per a la codificació de ProRes a sistemes Windows amb una actualització gratuïta dels programes Engine, Vantage i FlipFactory. El sistema ha de fer servir Windows Server 2008 i necessita ser compatible amb aquesta funció. La captura i exportació de vídeo ProRes a cinta està disponible mitjançant el codificador en línia Pipeline de Telestream.
El 29 d'octubre de 2011, FFmpeg va introduir un nou codificador lliure que va permetre la codificació en ProRes 422 a totes les plataformes compatibles.
L'1 de novembre de 2011, JCodec va introduir un codificador de codi obert (amb llicència FreeBSD) purament basat en Java per a ProRes 422.
Al l'exhibició de la NAB d'abril del 2012, Brevity va introduir un algorisme personalitzat per accelerar el transport i la codificació d'arxius ProRes.

## Format del fotograma
Un fotograma típic de ProRes 422 té l'organització següent:
```
Àtom contenidor del fotograma
```

```
Encapçalament del fotograma
```

```
Imatge 1
```

```
Imatge 2 (només a fotogrames entrellaçats)
```

## Hardwarede ProRes
La càmera Alexa d'Arri té una unitat d'enregistrament en ProRes incorporada per a fonts de vídeo en 1080p i 2K, compatible amb ProRes 4444 i totes les versions de ProRes 422.
El juny de 2011, existien diversos codificadors de ProRes basats en hardware, desenvolupats per AJA Video Systems (Interfície IO HD FireWire 800 ; gravadores portàtils Ki Pro i Ki Pro Mini, Ki Pro Rack i Ki Pro Ultra for 4K/UltraHD workflows), Atomos (gravadores Ninja i Samurai), Sound Devices (gravadores de la sèrie PIX), Convergent Designs (Odyssey7, 7Q, 7Q+), i Fast Forward Video (gravadora Sidekick).
A l'exhibició de la NAB del 2012, Blackmagic va anunciar suport per a la gravació de ProRes per a les seves gravadores SSD HyperDeck, així com gravació nadiua a la càmera de cinema Blackmagic, i Brevity va anunciar un transcodificador de ProRes basat en GPU amb un sistema de transport d'arxius simulani accelerat.
El 2013 Blackmagic Design va posar a la venda la càmera de cinema Blackmagic, que grava arxius RAW i ProRes 4:2:2 de 10 bits directament a la càmera.
El 2013 Convergent Design va anunciar els seus monitors i gravadores Odyssey7 i Odyssey 7Q, que poden gravar en Apple ProRes 422 d'alta qualitat i estan certificades per Apple.
El 2014 Atomos va introduir Shogun, la seva gravadora avançada més recent, que pot gravar vídeo 4K en Apple ProRes.
El 2015 AJA va introduir la càmera de producció CION, que pot capturar vídeo 4K, UltraHD, 2K i HD en tots els formats Apple ProRes 422, així com Apple ProRes 4444 a 12 bits.
El 2016 Blackmagic Design va llançar la càmera URSA Mini 4.6K, que pot capturar vídeo entre 4,6K i HD en totes les versions d'Apple ProRes, fins 4444 a 12 bits.
Entre 2018 i 2019 Blackmagic Design va posar a la venta la Pocket Cinema Camera 4K, que pot capturar vídeo en 4K, UltraHD i 1080p en tots els formats Apple ProRes 422.
El Mac Pro de 2019 té una nova targeta "Apple Afterburner" com a component opcional per accelerar la descodificació de ProRes i ProRes RAW.

## Articles d'interés
- Final Cut Studio
- Final Cut Pro
- Còdec de vídeo
- Mostreig digital
- Transcodificació
- Compressió de dades